# Гексахлорид дииода
Гексахлорид дииода — бинарное неорганическое соединение иода и хлора с формулой I2Cl6, оранжево-жёлтые кристаллы, реагирует с водой.

## Получение
- Растворение иода в избытке жидкого хлора:

{\displaystyle {\mathsf {I_{2}+3Cl_{2}\ {\xrightarrow {-78^{o}C}}\ I_{2}Cl_{6}}}}
- В расплаве монохлорида иода происходит обратимая реакция:

{\displaystyle {\mathsf {6ICl\ \rightleftarrows \ I_{2}Cl_{6}+2I_{2}}}}

## Физические свойства
Гексахлорид дииода образует оранжево-жёлтые кристаллы.
Расплав является электролитом, содержит ионы ICl2+ и  ICl4—.

## Химические свойства
- Разлагается при незначительном нагревании:

{\displaystyle {\mathsf {I_{2}Cl_{6}\ {\xrightarrow {64-77^{o}C}}\ 2ICl+2Cl_{2}}}}
- Реагирует с холодной водой:

{\displaystyle {\mathsf {I_{2}Cl_{6}+3H_{2}O\ {\xrightarrow {10^{o}C}}\ 4HCl+H[ICl_{2}]+HIO_{3}}}}
- и с горячей:

{\displaystyle {\mathsf {5I_{2}Cl_{6}+18H_{2}O\ {\xrightarrow {80^{o}C}}\ 30HCl+6HIO_{3}+2I_{2}\downarrow }}}
- С концентрированной соляной кислотой или хлоридами щелочных металлов образует комплексы:

{\displaystyle {\mathsf {I_{2}Cl_{6}+2HCl+8H_{2}O\ {\xrightarrow {0^{o}C}}\ 2\ H[ICl_{4}]\cdot 4H_{2}O\downarrow }}}
{\displaystyle {\mathsf {I_{2}Cl_{6}+2NaCl\ {\xrightarrow {}}\ 2Na[ICl_{4}]}}}
- Реагирует с щелочами:

{\displaystyle {\mathsf {3I_{2}Cl_{6}+24NaOH\ {\xrightarrow {80^{o}C}}\ 18NaCl+2NaI+4NaIO_{3}+12H_{2}O}}}
- Является сильным окислителем:

{\displaystyle {\mathsf {3I_{2}Cl_{6}+4S+16H_{2}O\ {\xrightarrow {}}\ 4H_{2}SO_{4}+18HCl+6HI}}}